# رابط اف

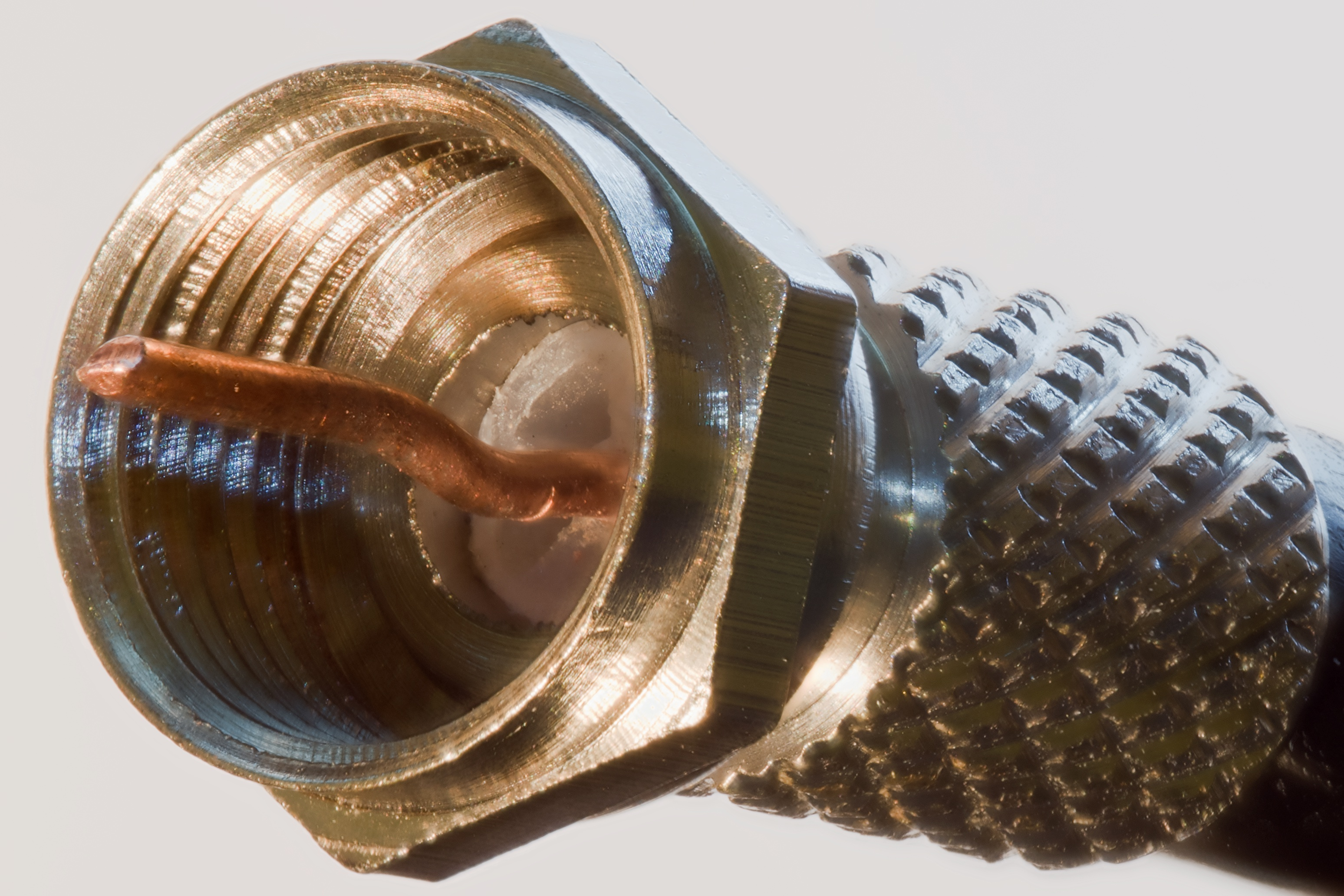
فیش اف

رابط اف نوعی رابط است که برای اتصال آنتن یا سیم شبکه شهری به گیرنده‌های تلویزیون ماهواره‌ای، تلویزیون کابلی و مودم کابلی به کار می‌روند. فیش‌های اف رابط‌های نر آنتن هستند که به سوکت‌های مادگی متصل می‌شوند.